# Boulevard Saint-Joseph (Lachine)
Le boulevard Saint-Joseph est une artère de Montréal qui est située dans l'arrondissement de Lachine.

## Situation et accès
Ce boulevard de l'arrondissement de Lachine, long de 6,2 kilomètres, est la continuité du chemin du Bord-du-Lac aux limites de Dorval et Lachine. Par la suite, il traverse le Vieux-Lachine en longeant le lac Saint-Louis. 
À l'intersection de la 6e Avenue, le boulevard se divise en deux: vers le sud, le chemin du Musée mène à LaSalle vers le boulevard LaSalle, et l'autre rue, vers le nord, s'appelle toujours Saint-Joseph et mène à l'autoroute 20, où il se termine en devenant la rue Saint-Jacques de Saint-Pierre au nord de la voie rapide. 

## Bâtiments remarquables et lieux de mémoire
On y retrouve l'église des Saints-Anges Gardiens et le canal de Lachine.

## Source
- Ville de Montréal, Arrondissement de Lachine. Toponymie Municipale – Rues. 25 janvier 2006. Compilation: Colette Doucet et Sophie Vaillancourt